# Double Eagle II

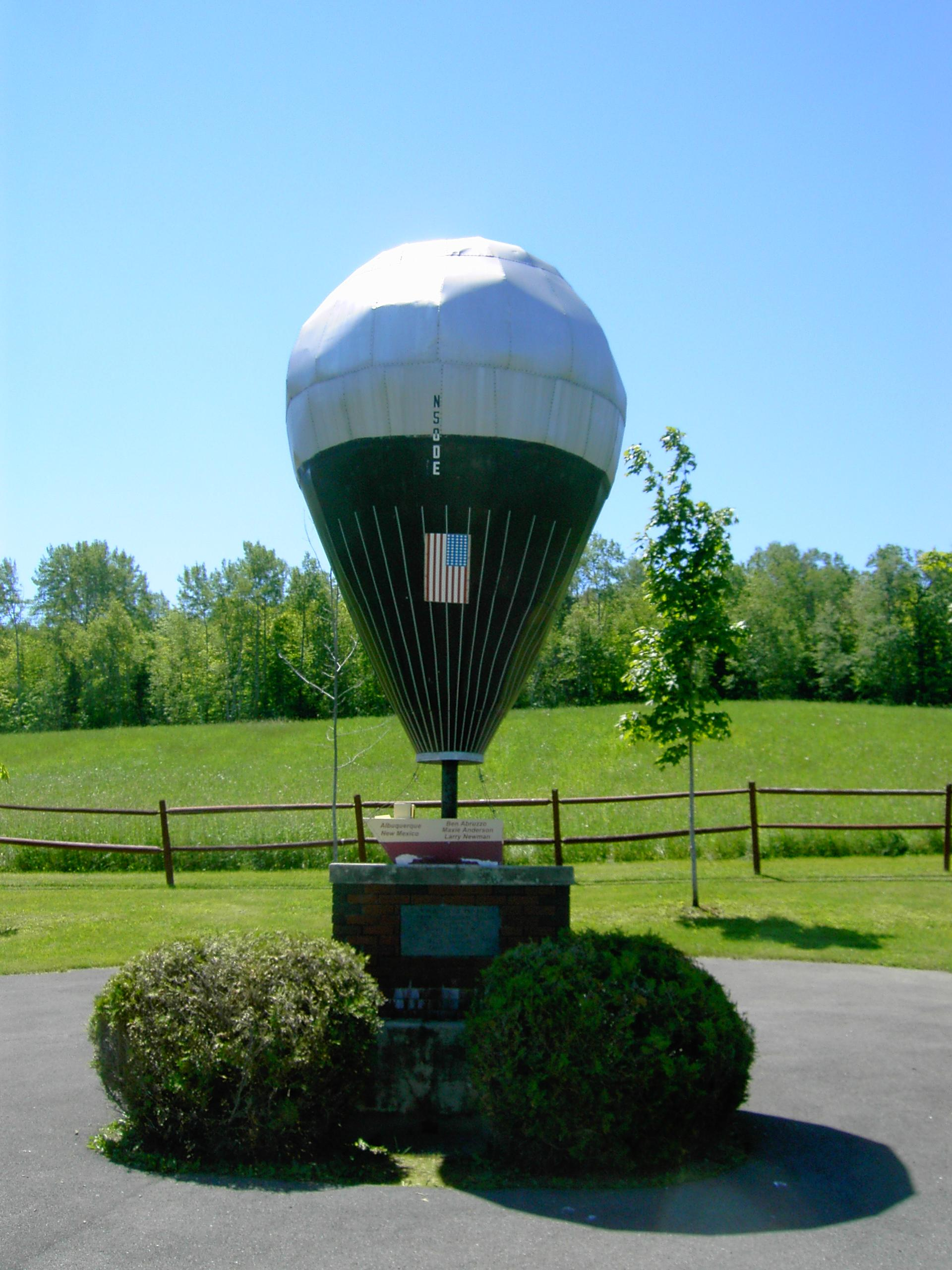
Denkmal des Double Eagle II in Presque Isle, Maine

Der Double Eagle II, gesteuert von Ben Abruzzo, Maxie Anderson und Larry Newman, war der erste Ballon, der den Atlantik überquerte. Er landete am 17. August 1978 in Miserey bei Paris, 137 Stunden und 6 Minuten nach dem Start in Presque Isle im US-Bundesstaat Maine.

## Vorgeschichte
1844 hatte der amerikanische Schriftsteller Edgar Allan Poe die Aufmerksamkeit der Öffentlichkeit erregt, als er in seinem Balloon-Hoax in der Zeitung New York Sun behauptete, der Ballonfahrer Monck Mason hätte den Atlantik überquert. Der erste ernsthafte Versuch einer Überfahrt erfolgte 1873 durch den bekannten Bürgerkriegs-Ballonfahrer John Wise. Nach dem Start in New York City wurde dieser jedoch von einem Sturm über den Catskills zu Boden gebracht. In den 1970er Jahren lebte der alte Traum wieder auf, als eine neue Generation von Aeronauten nach neuen Herausforderungen suchte. Einen Ballon über den Atlantik zu fahren war jedoch keine leichte Aufgabe. Vor dem Erfolg des Double Eagle II wurden insgesamt siebzehn Versuche unternommen, wobei sieben Menschen ums Leben kamen.
Der letzte Versuch vor dem des Double Eagle II wurde im Juli 1978 von zwei Engländern durchgeführt, die von St. John’s auf Neufundland abfuhren. Sie verfehlten ihr Ziel Brest in Frankreich nur um 103 Meilen. Ben Abruzzo und Maxie Anderson selbst hatten im September 1977 einen Versuch unternommen, wurden aber durch schlechtes Wetter vor der Küste Islands zu Boden gezwungen. Ihr Ballon für diesen Versuch war der Double Eagle.

## Atlantik-Überfahrt
Ben Abruzzo, Maxie Anderson und Larry Newman, allesamt aus Albuquerque, New Mexico, schafften die 3.100-Meilen-Fahrt von Presque Isle, Maine, nach Miserey bei Paris in 137 Stunden und 6 Minuten. Der Start erfolgte am 11. August 1978 um 20:42 Uhr. Ihr mit Helium gefüllter Ballon, der Double Eagle II, war 112 Fuß (34,1 m) hoch, hatte einen Durchmesser von 65 Fuß (19,8 m) und eine Kapazität von 160.000 Kubikfuß (4531 m³). Die Gondel namens The Spirit of Albuquerque hatte die Ausmaße 15 × 7 × 4½ Fuß (4,6 × 2,2 × 1,4 m) und war mit einem Katamaran ausgestattet, der im Falle einer Notwasserung schwimmen würde. Ebenfalls von Newman, einem Drachenflieger und Inhaber eines Drachenherstellers, mitgeführt wurde ein Gleiter, der an der Gondel befestigt war. Die Idee war, ihn am Ende der Fahrt für den Abstieg zu verwenden. Er musste jedoch zur Erleichterung des Ballons abgeworfen werden, noch bevor die Besatzung ihr Ziel erreichte.

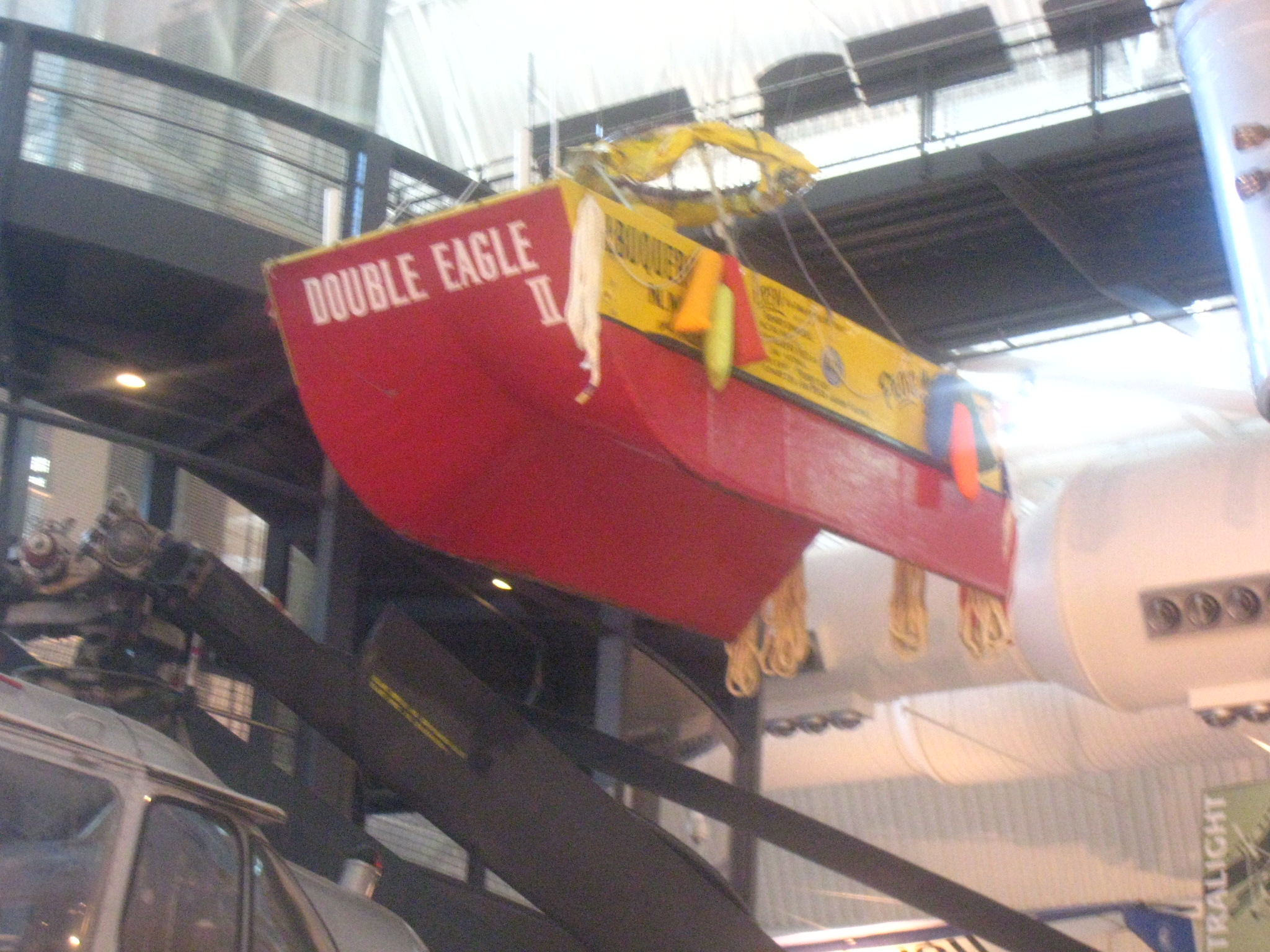
Gondel im National Air and Space Museum

Der Double Eagle II wurde von Ed Yost aus Tea in South Dakota gebaut, der 1976 selbst einen transatlantischen Versuch unternommen hatte. Die Gondel war mit Computern für die Navigation und Funkgeräten für die Kommunikation mit Überwachungsstationen auf dem Land ausgestattet. Sie verfügte über ein UKW-Funkgerät, zwei Einseitenband-Funkgeräten, einen ADF-Sender, ein Amateurfunkgerät, ein Seefunkgerät und eine Verbindung zum Satelliten Nimbus 6, der seinen Breiten- und Längengrad zum Goddard Space Flight Center in Maryland übermittelte.
Offiziell wurde die Atlantiküberquerung am 16. August um 22:02 Uhr erreicht, als der Double Eagle II die irische Küste überquerte. Das Ziel der drei Piloten war jedoch der Flughafen Le Bourget bei Paris, wo auch Charles Lindbergh gelandet war. Doch am späten Nachmittag des 17. August, mit niedrigem Ballast und schwindendem Tageslicht, entschieden die Piloten in der Normandie zu landen. So kamen sie um 19:48 Uhr in einem Weizenfeld bei Miserey herunter und waren sofort von Menschenmengen umgeben, die dem Weg des Ballons gefolgt waren.
Während der Überfahrt schwankte die Höhe des Double Eagle II von einem gefährlichen Tiefstpunkt von 3.500 Fuß am 13. August, als Wolken die Sonne abschirmten und das Gas abkühlten, wodurch der Ballon absank, bis zu einer Maximalhöhe von 24.950 Fuß am 16. August.

## Verbleib
Die Gondel des Ballons befindet sich heute im Steven F. Udvar-Hazy Center des National Air and Space Museum in Chantilly (Virginia).